# Mootsinyane Community
Mootsinyane Community är en gemenskap i Lesotho.   Den ligger i distriktet Mohale's Hoek District, i den sydvästra delen av landet, 110 km söder om huvudstaden Maseru.